# Gare de Skoppum
La gare de Skoppum est une gare ferroviaire norvégienne de la ligne du Vestfold, située sur le territoire de la commune de Horten, dans le comté du Vestfold.

## Situation ferroviaire
Établie à 39 mètres d'altitude, la gare de Skoppum est située au point kilométrique (PK) 99,54 de la ligne du Vestfold.

## Histoire
La gare est mise en service le 7 décembre 1881. Elle s'appelait alors Skopum stasjon et changea d'orthographe en 1891.
Elle a été le terminus d'une petite ligne secondaire jusqu'en 2007 : la ligne de Horten (Hortenlinjen en norvégien).

## Service des voyageurs

### Accueil
Dans le bâtiment on trouve des guichets mais aussi des automates, un service de consigne des bagages, un kiosque, ainsi qu'une salle d'attente et des aubettes sur les quais.

### Desserte
Skoppum est desservie par la ligne régionale R11 qui relie Skien à Oslo et Eidsvoll.

### Intermodalité
Un parc à vélo couvert et un parking (194 places) pour les véhicules y sont aménagés.
Un arrêt de bus se trouve à proximité de la gare. Les bus vont jusqu'au centre-ville de Horten situé à 7 km, mais il n'y a aucune desserte les dimanches et jours fériés.

## Patrimoine ferroviaire
Le bâtiment de la gare est inscrit au patrimoine national.